# Lotty Braun-Breck
Lotty Braun-Breck (Luxemburg-Stad, 20 april 1924 – ?, 2017) was een Luxemburgs kunstschilder, textielkunstenaar en auteur.

## Leven en werk
Lotty Breck werd opgeleid aan het École des Arts et Métiers, de École Nationale d'Arts Décoratifs in Aubusson en de Ukkelse kunstschool. Later studeerde ze aan de 'Handwierkerschoul' en het Pedagogisch Instituut om tekenleraar te worden. Begin 1952 trouwde ze met Camille Braun.
Breck debuteerde in 1949 als exposant met het wandtapijt Ma patrie op de salon van de Cercle Artistique de Luxembourg, waar ze nadien geregeld haar schilderijen en tapijten toonde. Verder nam ze onder meer met Charlotte Engels en Gisèle Wildschütz deel aan de Salon de Peinture in Wiltz (1950) en met Françoise Pescatore, Denise Probst-Massin en Colette Probst-Wurth aan de Women's International Exposition in New York (1950). Braun-Breck publiceerde artikelen over kunst in het culturele tijdschrift Nos Cahiers en deed onderzoek naar het werk en leven van beeldhouwer Claus Cito. In 1995 publiceerde ze diens monografie.

## Publicatie
- 1995 Claus Cito und seine Zeit. 1882-1965. Luxemburg: Imprimerie Saint Paul. In 2010 verscheen een herdruk. (ISBN 978-2-87953-101-4)

- Gemeinsame Normdatei: 1213316847
- International Standard Name Identifier: 0000 0003 8571 1970
- Library of Congress Control Number: nr97009181
- Musée national d'archéologie, d'histoire et d'art: lkl000473
- Virtual International Authority File: 17127756